# Dogmons!
Dogmons! foi uma série animada de TV brasileira, focada no público infantil, criada por Levi Luz e produzida pelo estúdio Intervalo Produções em 2002, somente 1 único episódio foi produzido. A série utiliza traços inspirados nas animações japonesas, sendo considerado um "pseudo-anime", o primeiro deste tipo produzido no Brasil. A série animada conta a história de Alex, Nando e Cris, que se transportam para o mundo dos Dogmons, seres com poderes especiais. 
Os primeiros protótipos da série são de 1998 sob o nome de X-Dog, porém o autor achou que ficaria muito parecido com nome de sanduíche, então o nome foi mudado para Dogmons.
A produção se iniciou em 2002. O episódio piloto, nomeado como "O Portal", foi lançado em DVD no Anime Family e no Anime Friends pela Band Filmes. A série de TV foi exibida pelo canal WTN, em um programa especial, nomeado como Dogmons! Show, que estreou no dia 11 de setembro de 2008, aonde uma Beedog (uma espécie de Dogmon) apresentava o programa. O primeiro episódio foi exibido por completo, em 5 partes. 
O projeto era financiado pela Embraer, uma empresa nacional de aviação, e como forma de agradecimento logo nos primeiros minutos da animação pode ser visto um avião de modelo nacional, porém com a mudança na diretoria da Embraer eles pararam de financiar projeto culturais e portanto Dogmons perdeu o patrocínio, a série então foi engavetada, durante muitos anos o Levi Luz tentou resgastar a série por meio de diversas parcerias comerciais mas nenhuma foi suficiente para realavancar a série, até que no final de 2017 dois artistas, Felipe Cereda e Shewdon Barcelos, fizeram uma homenagem para a série, essa homenagem chegou até o Levi e então eles foram convidados a participarem de um reboot da série, uma web-comic que foi lançada no meio de 2018.

## História[2]

### Canis-2B
Na constelação do Cão Maior existe uma estrela chamada Sírius, conhecida como a estrela do cão. Sírius é a estrela mais brilhante do nosso céu. Na verdade, ela é uma estrela dupla. Junto a Sírius orbita Sírius-B, uma pequena estrela anã branca. Segundo o Professor J. J. Lotsalies em seu livro "Eram os Cães Astronautas", os antigos egípicios acompanhavam de perto os ciclos da estrela Sírius. Ele acreditava que num passado distante, seres vindos daquela região do espaço visitaram a Terra.
Em torno de Sírius existe um sistema de sete planetas. O segundo planeta é o CANIS-2B, o planeta dos Bastets e dos Dogmons. Os Bastets foram os criadores dos Dogmons em um passado remoto. O planeta tem uma atmosfera muito parecida com a da Terra e a sua gravidade também é similar à nossa. Porém, ele apresenta algumas características estranhas. CANIS-2B tem um único continente que dá a volta em torno do planeta. Ele é coberto por uma vegetação parecida com a da Terra (algumas espécies vegetais foram trazidas da Terra pelos Bastets e se adaptaram muito bem ao planeta). Não apresenta algumas formas de vida comuns aqui na Terra, tais como insetos, bactérias e vírus. Hoje, apenas os Dogmons vivem lá em meio as ruínas da civilização Bastet que abandonou o planeta.

### Dogmons
A história conta as aventuras de Alex, um jovem garoto de 12 anos que possuía um pai que havia desaparecido há alguns meses. Em um certo dia, Alex encontra um misterioso diário escrito pelo seu pai. Então, Alex viaja para a casa de seus primos, Cris e Nando no Rio de Janeiro, em busca de uma resposta. Juntos, Alex, Cris e Nando encontram um portal misterioso que acabou os tele-transportando no tempo e espaço, até o planeta de Canis-2B, um planeta à milhares de anos luz da Terra, lar dos Dogmons, seres similares a cães que possuem poderes para se defenderem dos perigos do planeta. Lá, o trio faz amizade com um Greendog, que possuía o poder de se transformar em um Dragodog. Juntos eles encontram uma colônia de cães abelha chamados Beedogs, liderados pela rainha abelha Buzydog. Agora o trio tem que procurar pelo Professor Lotsalies com a ajuda dos Dogmons.

## Produção
Quando Pokémon e Digimon se tornaram um sucesso no Brasil, e em muitas partes do mundo, a Intervalo Produções, junto do Levi Luz (criador do show), começaram a resgatar a sua ideia de criar uma animação sobre cães alienigenas, porém para se adequar ao publico muitas coisas foram alteradas entre a concepção original de Levi Luz e o episódio piloto. 
Inicialmente foram feitas pesquisas com o público infanto-juvenil para que os três personagens principais pudessem ser criados. Os primeiros projetos surgiram em 1998; no entanto, só se concretizaram no ano de 2002. A série foi criada para incentivar que outros estúdios brasileiros trabalhassem com animações criadas no país, em vez de produtos importados. Eles também tinham planos de lançar outras animações depois do fim de Dogmons!, e aparentemente, parece que a série conseguiu fazer isso alguns anos depois. A dublagem do desenho ocorreu na Animavox, uma empresa brasileira especializada em dublagem de desenhos animados. 
Para apresentar o show, a Yamato Corporation criou um estande com produtos e a divulgação do primeiro e único DVD dos Dogmons na Anime Family e no Anime Friends, que apresentava o primeiro episódio completo, em vez de dividido em 5 partes. O evento foi um sucesso, contando inclusive com a participação dos dubladores da série animada, que falaram sobre a produção do mesmo. 
Ao todo foram vendidos 50.000 cópias do DVD e ao contrário do que muitos espalham por ai Dogmons nunca teve o interesse em ser transmitido via emissoras de televisão, preferindo sempre midias digitais.

## Música
A música tema, com o nome de "Os 4 Elementos", foi composta e cantada por Christiano Torreão, famoso dublador brasileiro. A produção musical e a sonoplastia foram feitas por Ivo Dias em parceria com Paulinho Valoni no tema de abertura, e Cleber Renno na composição das trilhas incidentais. Também houve uma música chamada "Ser Diferente", que fez parte da trilha-sonora da quarta parte do primeiro episódio, na cena em que o Greendog leva Alex, Nando e Cris para a aldeia das Beedogs. No encerramento, foi usada uma versão instrumental da música de abertura.

## Personagens[3]

### Humanos
- Alex (voz de Gustavo Nader): É um garoto aventureiro, que veio de Varginha, em Minas Gerais. Seu pai, é um arqueólogo, e Alex pretende seguir os passos de seu pai. Ele tem 12 anos, e sonha em descobrir aonde seu pai esta, já que acha que ele não morreu. Quando vai para Canis-2B, ele se torna amigo de Greendog. Parece ter atitude de líder entre seus primos.
- Cris (voz de Flávia Fontenelle): Tem 11 anos, e não tem medo de nada. Ela é muito inteligente, e tem uma coleção de livros, que costuma ler diversas vezes. Nasceu no Rio de Janeiro, e sonha em se tornar uma professora. Parece gostar de Alex, embora sinta vergonha de admitir isso. Se torna amiga de uma Beedog quando chega a Canis-2B.
- Nando (voz de Gustavo Pereira): É o mais novo da equipe, com 9 anos de idade. Nasceu no Rio de Janeiro e é irmão de Cris. Ele é craque em vídeo games, e seu favorita é Guerra das Jornadas Estrelares (uma paródia a Guerra nas Estrelas). Seu sonho é se tornar um astronauta famoso. É o primeiro a notar que existe um clima entre Cris e Alex, embora ambos neguem.
- Prof. J.J. Lotsalies: Pai de Alex, ele é um cientista que foi o primeiro homem a descobrir uma raça alienígena, mas todos acharam que era mentira então ele encontrou um portal que levou ele a outro planeta. Esta desaparecido desde então.
- Pais de Cris e Nando: São atenciosos, e buscam Alex no primeiro episódio. Eram muito amigos do pai de Alex.
- Mãe de Alex: Ela nunca apareceu no show, com exceção de uma foto que estava na sala da casa de Cris e Nando. Segundo Alex, ela ficou muito triste, e ainda não conseguiu superar o sumiço do pai dele.

### Dogmons
- Greendog: É um dogmon do tipo Terra. É muito alegre e ama todos que estão ao seu redor. Quando fica com raiva, se transforma em Dragodog, mais só usa quando vê seus amigos em perigo, jamais para proteger a ele mesmo. Assim como seu próprio nome diz, a cor da sua pele é verde. Tem garras de cor laranja e é amigo de Alex.
- Beedog (voz de Ana Lúcia Menezes no desenho/Carla Guimarães no programa): São "cães abelhas" e podem voar. Seu ataque mais poderoso é a Ferroada Energética. Sua versão transmutada é a Buzzydog (voz de Miriam Ficher), no entanto, raramente se transmuta, por que quando isso acontece, ela se torna a abelha rainha do grupo. Sua pele é amarela e laranja, e se torna amiga de Cris. Uma versão marionete de uma Beedog é usada no Dogmons! Show.
- Wizdog (voz de Carlos Seidl): É um dogmon do tipo fogo. Ele é muito misterioso, e foi o responsável por entregar a Alex o livro de seu pai, também levando as crianças para o portal. Domina o psico-poder e quando se transmuta, vira o Wiccandog.

## Mídias

### Série de TV
A série de TV foi produzida pela Intervalo Produções em 2002, com apenas de 1 episódio, divididos em 5 partes. O plano inicial era de produzir uma primeira temporada de 13 episódios, no entanto, devido ao baixo orçamento, a produção não pode continuar, desistindo do show. A Band Filmes lançou o mesmo em DVD no ano de lançamento da série animada, e havia um plano de exibir a série na TV, no entanto, isso nunca aconteceu. Até hoje, os outros dois episódios, que foram produzidos, e apresentariam outros Dogmons, que foram postos no site oficial, nunca foram exibidos. Em 2005, a Intervalo abriu contrato com a WTN, para exibição da série, no entanto, não se sabe se todos os episódios foram fechados. O web-canal exibiu somente as 5 partes do primeiro episódio.
A série animada foi cancelada posteriormente, no entanto, não se sabe se algum dia, a produção voltará a trabalhar com o show para uma nova série, ou para dar continuidade ao antigo desenho, que até hoje, nunca teve um fim apresentado.

### Mangá
Quando a Band Filmes lançou o DVD da série, em conjunto, foi lançado um mangá contando a história do primeiro episódio. Pelo fato de ser um volume 1, havia intenção de lançar um mangá completo, com outros volumes, no entanto, devido ao fracasso do show, nunca houve uma segunda edição. No mangá, se contavam histórias mais detalhadas, que não eram apresentadas na série animada, como toda a história do pai de Alex, e um pouco mais sobre o planeta Canis-2B. Tanto quanto a série de TV, é incerto o retorno deste mangá, ou simplesmente uma continuidade.
Com Dogmons! foi apresentado no WTN Kids, uma revista chamada Kadikê apresentou o mangá novamente com o primeiro volume, e alguns passatempos com uma Beedog. A revista não teve um volume 2, assim como o mangá.

### Programa
A WTN encomendou para a Intervalo Produções um programa, totalmente dedicado aos Dogmons, que foi nomeado de Dogmons! Show, apresentado por uma Beedog, com voz e interpretação de Carla Guimarães, e um robô, dublado por Anderson Freitas. O programa estreou no dia 11 de setembro de 2008, e a abertura foi cantada por Christiano Torreão. O programa apresentou o primeiro episódio completo, no entanto, os outros dois episódios, que também foram produzidos, nunca chegaram a ser apresentados no programa. As aberturas usadas nos dois episódios produzidos, foram usadas nas outras partes do primeiro episódio, no entanto. Mesmo assim, outros shows, que também foram produzidos pela Intervalo acabaram sendo apresentados no programa, fugindo do rumo original, que era divulgar Dogmons!
Entre as outras atrações apresentadas durante o programa, estavão Conta Vovô, o seriado em live-action Mega Powers!, Spertinho e U Hug. O programa ganhou uma segunda temporada, mais atualmente não esta mais em atividade.

### Jogos
Nunca foi lançado um jogo para PC ou para qualquer tipo de console, no entanto, no site oficial da série animada, 4 jogos foram disponibilizados. No primeiro "Imprima e Pinte", o jogador poderia escolher entre seis desenhos (cinco deles de Dogmons e um dos três protagonistas), depois era só pintar a imprimir. Outro jogo, era o "Quebra-Cabeça", aonde o jogador escolhia entre FÁCIL e MÉDIO para poder montar um quebra-cabeça de um ou mais Dogmon. Mais um jogo disponibilizado no site era "Ache o Par", aonde o jogador tem que brincar de uma tipo de "Jogo da Memória" com personagens do show. O último jogo atualizado no site foi "Recorte e Monte", aonde o jogador poderia imprimir bonecos dos personagens e de Dogmons para brincar. 

## Fatos
- Em 2008 (o mesmo ano de lançamento de Dogmons na internet) foi feito um site oficial da série. Esse site contém alguns mistérios de Dogmons revelados e também imagens de Dogmons ainda não apresentados na série (ex.: Wiccandog, Gameradog, Sharkdog...).
- Os primeiros rascunhos de Dogmons são de 1998.
- Em Mega Powers! (série do mesmo criador) no episódio "Concreto e aço" aparece uma menina brincando com um Beedog de pelúcia.
- Apesar de muita gente achar que a série teve mais 2 episódios inéditos só o piloto chegou a ser produzido.
- O WTN Kids (onde foi exibido o 1º episódio) é apresentado por um dogmon que é a Beedog (interpretada por Carla Guimarães) e seu computador (interpretado por Anderson Freitas) em um programa chamado Dogmons! Show.
- Dogmons não foi a única série brasileira a se basear em Pokémon e Digimon, pois existem outras duas como:
  - Brasimon – Uma série em forma de mangá de apenas 3 edições. Nela mostram crianças que utilizam animais da fauna brasileira (por sinal com poderes) para batalharem em torneios.[5]
  - Gamemon – Outra série em forma de mangá, mas de apenas uma edição. Nela conta a história de um garoto que descobriu um baralho de cartas que podia invocar monstros com poderes.[6] Ela possui algumas características também com Yu-Gi-Oh!, um animê que também fala sobre batalha de monstros/mascotes.

Ambas as séries foram canceladas, assim como Dogmons!, por não ganharem notoriedade e nem bons lucros.
- Juliana Brandão, ex-participante do Big Brother Brasil 5, fez parte da voz original da série, fazendo Ferina. No entanto, nunca foi vista a participação dela.